# ライン (遊吟の曲)
「ライン」は、日本のフォークデュオ・遊吟のインディーズ3作目のシングル。

## 概要
- 2006年第1弾シングル。
- 前作同様、地域限定販売のみで現在は廃盤となっており入手は不可能。
- 今作には収録曲のインストゥルメンタルが収録されていない。

## 収録曲
1. ライン
自分たちが上京するにあたって「右も左もわからない状態でも、明日に向かってがんばろう」という気持ちを描いている。
後にメジャーデビューシングル「Fate」の表題曲にリアレンジされた。
2. サイレン
3. あの日の2人のように
後にインディーズ7thシングル「あの日の2人のように」の表題曲となった。